# 불가르어
불가르어(Bulgar /(종종Bolgar / Bolğar)(불가리아어: Прабългарски език 프라벌가르스키 에지크)는 지금은 소멸한 불가르족이 사용하던 고대 불가리아어의 후손으로, 쉽게 분류하기가 힘들다. 이것은 투르크어족이나 이란어군에서 기원에 관련된 변화의 가정이다. 이 언어는 고대 불가리아나 볼가 불가리아, 다뉴브 불가리아에서 사용했다. 다뉴브 불가리아에서는 9세기에 불가르족 귀족들이 피지배층인 남슬라브인과 동화되면서 불가르어는 역사에서 사라지게 된다.
이 언어는 다뉴브 불가리아에서는 소멸되었지만 볼가 불가리아에서는 13세기에서 14세기까지 킵차크어에서 어문과 단어의 수로 채택되어 남게 되었다. 볼가 타타르족이 나타나면서 불가르족과 킵차크족들이 실제 사용했다. 볼가 불가리아의 추바시인들이 현대 추바시어로 발전시켰다.
고대 타타르어도 때때로는 불가르어에 포함되기도 하는데 불가르어의 소멸 이전에 나타났기 때문이다.
불가리아조어의 표기는 그리스 문자로 플리스카로 찾을 수 있다. 이것은 자주 그리스어를 사용하던 불가리아의 왕과 칸의 영향 때문이기도 했다. 비문에는 그리스어로 표기되어 있다.